# Eulamprus leuraensis
Eulamprus leuraensis је гмизавац из реда Squamata и фамилије Scincidae.

## Угроженост
Ова врста се сматра угроженом.

## Распрострањење
Ареал врсте је ограничен на једну државу. 
Аустралија је једино познато природно станиште врсте.